# Furstendömet Achaea
Furstendömet Achaea var en korsfararstat och en av de tre vasallstaterna till Latinska riket vilket ersatte det Bysantinska riket efter dess erövrande av Konstantinopel under det fjärde korståget.

## Historia
Achaea grundades 1205 av Vilhelm av Champlitte, en lågadlig riddare som deltog i det fjärde korståget. Achaea var en vasallstat till kungadömet Thessaloniki tillsammans med hertigdömet Aten, ända tills Thessaloniki erövrades av Theodor, despot av Eprius 1224. Efter det kom Achaea att bli den dominerande staten i Grekland.
Achaea var dock ett till ytan ganska litet land och bestod till största del av det inre landet av Peloponnesos, som då kallades Morea, och några hamnar som till exempel Monemvasia. Det var omgivet av despotatet Epirus och Republiken Venedig kontrollerade öarna utanför i det Egeiska havet. Dock var Achaea ett rikt furstendöme och hjälpte det Latinska riket i dess kamp mot de bysantinska kejsarna som regerade i exil från kejsardömet Nicaea. 
Furstendömets första huvudstad var Andravida. Furste Vilhelm av Champlitte, som både var poet och trubadur, lät vid sitt hov slå egna mynt och skapa ett center för litteratur. Vid hovet talades inget annat språk än franska. Furstendömet producerade ’’krönikan från Morea’’, som är en ovärderlig källa om hur korsfararstaterna styrdes och dess historia i Grekland. Achaeas lagar kom att utgöra grunden för de andra korstågsstaternas lagar eftersom den hade aspekterna från både det Bysantinska riket och från de franska lagarna. Den franska adeln i Grekland kom att använda sig av de bysantinska ämbetstitlarna, men gjorde om dem så de skulle passa efter det västeuropeiska feodalismsystemet. Bönderna kom under sina nya härskare att fortfarande äga sitt land men de nya skatterna och militärtjänstgöringen var nya och visar att furstendömet i stort sett var en fransk koloni.
Vilhelm II flyttade huvudstaden 1249 till Mystras, i närheten av det antika Sparta. 1255 startade han krig mot Republiken Venedigs besittningar i Egeiska havet och 1259 gick han i allians med Mikael II som var despot i despotatet Epirus och förklarade krig mot Mikael VIII Palaiologos i kejsardömet Nicaea. Mikael II bytte dock snabbt sida och Vilhelm II besegrades och tillfångatogs i slaget vid Pelagonien. Efter att Mikael VIII återerövrat Konstantinopel och återupprättat Bysans släpptes Vilhelm II från sin fångenskap i utbyte mot att Mystras och en del av Morea (Peloponnesos) hamnade under bysantinsk kontroll. Detta område kom att bli despotatet Morea.
Efter Vilhelm II kom furstendömet Achaea 1267 under Karl I av Neapel som fick landet av Balduin II av Konstantinopel. Balduin II var den avsatte regenten i det Latinska riket och han hoppades att Karl I skulle hjälpa honom att återuppbygga det Latinska riket. Karl I och hans ättlingar styrde aldrig själva ifrån Achaea men de sände pengar och soldater till furstendömet i striden mot Bysans. Mellan 1307 och 1383 stod en lång och blodig kamp om rätten till tronen i furstendömet mellan olika furstehus.
1311 blev hertigdömet Aten erövrat av det Katalanska kompaniet vilket utgjorde ännu mera instabilitet för Achaea. Achaea kom därefter att hamna under italienska adelsfamiljers kontroll som höll fast vid det konstant minskande territoriet i över 100 år. 1432 erövrades dock resterna av Achaea av Thomas Palaigologos och blev en del av despotatet Morea och det Bysantinska riket. Bysantinerna höll landet i mindre än 30 år innan det blev erövrat av Osmanska riket 1460.